# Saint-Sulpice-en-Pareds
Saint-Sulpice-en-Pareds è un comune delegato del comune di Rives-du-Fougerais, nel dipartimento della Vandea nella regione dei Paesi della Loira. In precedenza comune autonomo, il 1º gennaio 2024 è confluito nel nuovo comune di Rives-du-Fougerais.

## Società

### Evoluzione demografica
Abitanti censiti